# سرزمین آزاد (فیلم)
سرزمین آزاد  (به انگلیسی: Land of Free) یک فیلم سینمایی محصول سال ۱۹۹۸ به کارگردانی جری جیمسون و با بازی جف اسپیکمن و ویلیام شاتنر می‌باشد.

## بازیگران
- ویلیام شاتنر
- جف اسپیکمن
- لیسا دار
- کریس لمون
- لری سدار
- کودی دریکین
- جان فیوری
- چارلز رابینسون
- رابرت تورتی
- کندیس آزارا
- آرتور هیلر
- بابی براگ
- تونی بلسفیلد
- دنی بیین
- کریس برن
- آلیسا کریستنسن
- رنس هاوارد
- برنی کاپل
- سینی کلمن